# 스탠리붓털쥐
스탠리붓털쥐(Lophuromys stanleyi)는 쥐과 붓털쥐속에 속하는 설치류이다. 우간다의 토착종이다. 작은 설치류로 머리부터 몸까지 몸길이는 113~126mm이고, 꼬리 길이는 40~80mm, 발 길이는 22~24mm이다. 귀 길이는 16~19mm, 몸무게는 최대 55g이다.